# 계양구·강화군 을
계양구·강화군 을은 대한민국의 옛 국회의원 선거구이다. 당시 인천광역시 계양구의 일부 지역과 강화군의 전 지역을 관할했다.

## 역사
1995년 3월, 북구의 일부 지역이 계양구로 분리되었다. 또한 같은날 경기도 강화군이 인천광역시로 편입되었다. 이로 인해 제15대 국회의원 선거를 앞두고 계양구와 강화군을 지역을 묶은 후 갑, 을로 분구하기로 하게 되면서 신설되었다. 신설 당시 계양구 계양1동과 강화군 전 지역을 관할했다.
제16대 국회의원 선거를 앞두고 강화군이 서구에 붙어서 서구·강화군 을 선거구를 이루고 계양구 지역은 하나의 선거구로 통합되어 계양구 선거구를 이루게 되면서 폐지되었다.

## 역대 국회의원
| 선거   | 정당 | 정당     | 의원   |
| ------ | ---- | -------- | ------ |
| 1996년 |      | 신한국당 | 이경재 |

## 역대 선거 결과

### 대한민국 제15대 국회의원 선거
|  | 49.58% |

|  | 24.93% |

|  | 16.72% |

|  | 8.74% |